# Бенигхајм
Бенигхајм (њем. Bönnigheim) град је у њемачкој савезној држави Баден-Виртемберг. Једно је од 39 општинских средишта округа Лудвигсбург. Према процјени из 2010. у граду је живјело 7.594 становника. Посједује регионалну шифру (AGS) 8118010.

## Географски и демографски подаци
Бенигхајм се налази у савезној држави Баден-Виртемберг у округу Лудвигсбург. Град се налази на надморској висини од 221 метра. Површина општине износи 20,1 km². У самом граду је, према процјени из 2010. године, живјело 7.594 становника. Просјечна густина становништва износи 377 становника/km².

## Међународна сарадња
| Мјесто        | Држава    | Врста сарадње | Од    |
| ------------- | --------- | ------------- | ----- |
| Балатонбоглар | Мађарска  | партнерство   | 2000. |
|               | Француска | партнерство   | 1964. |
| Извор         |           |               |       |